# Driedaagse Brugge-De Panne 2020
De Belgische wielerwedstrijd Driedaagse Brugge-De Panne werd in 2020 op de aangepaste wielerkalender als gevolg van de coronapandemie voor de vrouwen gehouden op dinsdag 20 oktober en voor de mannen op woensdag 21 oktober. De start van de onder de naam AG Driedaagse Brugge-De Panne verreden koers was in Brugge en de finish in De Panne.

## Mannen
De 44e editie voor de mannen werd over 188,6 kilometer verreden als onderdeel van de UCI World Tour 2020. De Nederlander Dylan Groenewegen, winnaar in 2019 en deze editie geen deelnemer, werd op de erelijst opgevolgd door de Belg Yves Lampaert.

### Uitslag
| Driedaagse Brugge-De Panne 2020 |                    |                       |          |
| Plaats                          | Naam               | Ploeg                 | Tijd     |
| Winnaar                         | Yves Lampaert      | Deceuninck–Quick-Step | 3u57'12" |
| 2                               | Tim Declercq       | Deceuninck–Quick-Step | + 21"    |
| 3                               | Tim Merlier        | Alpecin-Fenix         | + 22"    |
| 4                               | John Degenkolb     | Lotto Soudal          | z.t.     |
| 5                               | Jempy Drucker      | BORA-hansgrohe        | z.t.     |
| 6                               | Matteo Trentin     | CCC Team              | z.t.     |
| 7                               | Bert Van Lerberghe | Deceuninck–Quick-Step | z.t.     |
| 8                               | Stefan Küng        | Groupama-FDJ          | z.t.     |
| 9                               | Kasper Asgreen     | Deceuninck–Quick-Step | z.t.     |
| 10                              | Jonas Rickaert     | Alpecin-Fenix         | + 28"    |
|                                 |                    |                       |          |
| 20                              | Timo Roosen        | Team Jumbo-Visma      | + 3'16"  |

## Vrouwen
De derde editie voor de vrouwen werd over 156,3 kilometer verreden als onderdeel van de UCI Women's World Tour 2020 in de categorie 1.WWT. De Nederlandse Kirsten Wild, winnaar in 2019, stond niet aan de start vanwege een positieve coronatest. Zij werd op de erelijst opgevolgd door haar landgenote Lorena Wiebes, na de declassering van Jolien D'Hoore.

### Deelnemende ploegen
Van de acht World-Tourploegen stond Movistar niet aan de start. Het Italiaanse Alé BTC Ljubljana en het Belgische Chevalmeire waren aanvankelijk wel voorzien, maar konden vanwege positieve coronatests niet starten. Ook het Zwitserse Paule Ka verscheen niet aan de start, omdat de sponsor een week eerder de stekker uit de ploeg trok.
| World-Tourteams                    | UCI-teams               | UCI-teams               |
| ---------------------------------- | ----------------------- | ----------------------- |
| Alé BTC Ljubljana                  | Boels Dolmans           | Lotto Soudal Ladies     |
| Canyon-SRAM                        | Ceratizit-WNT           | Multum Accountants-LSK  |
| CCC-Liv                            | Chevalmeire             | NXTG Racing             |
| FDJ Nouvelle-Aquitaine Futuroscope | Ciclotel                | Parkhotel Valkenburg    |
| Mitchelton-Scott                   | Cogeas-Mettler          | Paule Ka                |
| Team Sunweb                        | Doltcini-Van Eyck Sport | Valcar-Travel & Service |
| Trek-Segafredo                     | Hitec Products          |                         |

### Uitslag
| Plaats  | Naam                 | Ploeg                              | tijd     |
| ------- | -------------------- | ---------------------------------- | -------- |
| Winnaar | Lorena Wiebes        | Team Sunweb                        | 3u39'43" |
| 2       | Lisa Brennauer       | Ceratizit-WNT                      | z.t.     |
| 3       | Lotte Kopecky        | Lotto Soudal Ladies                | z.t.     |
| 4       | Sarah Roy            | Mitchelton-Scott                   | z.t.     |
| 5       | Sofia Bertizzolo     | CCC-Liv                            | z.t.     |
| 6       | Alice Barnes         | Canyon-SRAM                        | z.t.     |
| 7       | Elisa Longo Borghini | Trek-Segafredo                     | z.t.     |
| 8       | Ellen van Dijk       | Trek-Segafredo                     | z.t.     |
| 9       | Alison Jackson       | Team Sunweb                        | z.t.     |
| 10      | Eugénie Duval        | FDJ Nouvelle-Aquitaine Futuroscope | z.t.     |

1977 · 1978 · 1979 · 1980 · 1981 · 1982 · 1983 · 1984 · 1985 · 1986 · 1987 · 1988 · 1989 · 1990 · 1991 · 1992 · 1993 · 1994 · 1995 · 1996 · 1997 · 1998 · 1999 · 2000 · 2001 · 2002 · 2003 · 2003 · 2004 · 2005 · 2006 · 2007 · 2008 · 2009 · 2010 · 2011 · 2012 · 2013 · 2014 · 2015 · 2016 · 2017 · 2018 · 2019 · 2020 · 2021 · 2022 · 2023 · 2024

Lijst van beklimmingen
Tour Down Under ·
Great Ocean Road Race ·
Ronde van de Verenigde Arabische Emiraten ·
Omloop Het Nieuwsblad ·
Parijs-Nice · 
Strade Bianche ·
Ronde van Polen ·
Milaan-San Remo ·
Ronde van Lombardije ·
Critérium du Dauphiné ·
Bretagne Classic ·
Ronde van Frankrijk ·
Tirreno-Adriatico · 
BinckBank Tour ·
Waalse Pijl ·
Ronde van Italië ·
Luik-Bastenaken-Luik ·
Gent-Wevelgem ·
Ronde van Vlaanderen ·
Ronde van Spanje ·
Driedaagse Brugge-De Panne

afgelaste wedstrijden: Parijs-Roubaix ·
Ronde van Guangxi ·
Ronde van Catalonië ·
E3 BinckBank Classic ·
Dwars door Vlaanderen ·
Ronde van het Baskenland ·
Eschborn-Frankfurt ·
Ronde van Romandië ·
Ronde van Zwitserland ·
Clásica San Sebastián ·
RideLondon Classic ·
EuroEyes Cyclassics ·
GP Quebec ·
GP Montreal ·
Amstel Gold Race
 Cadel Evans Great Ocean Road Race ·
 Strade Bianche ·
 GP de Plouay ·
 La Course by Le Tour de France ·
 Ronde van Italië voor vrouwen ·
 Waalse Pijl ·
 Luik-Bastenaken-Luik ·
 Gent-Wevelgem ·
 Ronde van Vlaanderen ·
 Driedaagse Brugge-De Panne ·
 La Madrid Challenge by La Vuelta ·
 Bevrijdingsronde van Drenthe ·
 Trofeo Alfredo Binda-Comune di Cittiglio ·
 Ronde van Californië ·
 OVO Energy Women's Tour ·
 Ronde van Noorwegen ·
 PostNord Vårgårda WestSweden ·
 Boels Ladies Tour ·
 Amstel Gold Race
 Parijs-Roubaix ·
 Ronde van Guangxi ·
 Ronde van Chongming ·